# Smaka och se
Smaka och se är en psalm vars text hämtad från Psaltaren 34. Musik till omkvädet är skriven av Stephen Dean. Musik till verser är från 8:e psalmtonen.

## Publicerad i
- Psalmer i 90-talet som nr 908 under rubriken "Psaltarpsalmer och Cantica"
- Psalmer i 2000-talet som nr 961 under rubriken "Psaltarpsalmer och Cantica"